# Jenny Morris
Jennifer Lyn Morris (Maryborough, 20 de septiembre de 1972) es una exjugadora australiana de hockey sobre césped.

## Trayectoria
Morris tuvo su debut olímpico en Atlanta 1996. En el juego olímpico estadounidense derrotó en la final a Corea del Sur y consiguió la medalla de oro. En Sídney 2000 venció en la final a Argentina y obtuvo su segunda medalla de oro.